# Louise Lagrange
Louise Lagrange, nata Louise Marie Lagrange (Orano, 19 agosto 1898 – Parigi, 15 febbraio 1979), è stata un'attrice francese.
Secondo Les Gens du Cinéma , le date sono 19 agosto 1897-28 febbraio 1979.
L'attrice fu la seconda moglie di Maurice Tourneur, celebre regista che lavorò sia in Francia che negli Stati Uniti.

## Biografia
Nata in Algeria, ad Orano, Louise Lagrange lavorò nel cinema soprattutto all'epoca del muto. Debuttò a nove anni come Cenerentola in Cendrillon ou La Pantoufle merveilleuse, ruolo che riprese nel 1911 in un altro  Cendrillon ou La Pantoufle merveilleuse, diretta questa volta da Georges Méliès.
Tra i registi che la diressero, vanno ricordati Albert Capellani, Léonce Perret e, soprattutto, Louis Feuillade con cui girò numerosi film. Nel serial Les Vampires, ebbe il ruolo della fidanzata (e poi moglie) del protagonista Philippe Guérande, il giornalista sulle tracce di una banda di assassini e malfattori.
Nel 1924, Louise Lagrange recitò in Notte nuziale, film di Joseph Henabery che aveva come protagonista Rodolfo Valentino. La sua ultima interpretazione fu quella di Jacqueline, la figlia del banchiere Favraux, in Judex 34.

## Filmografia
La filmografia è completa
- Cendrillon ou La Pantoufle merveilleuse, regia di Albert Capellani (1907)
- La Suspicion, regia di Louis Feuillade (1911)
- Héliogabale (L'Orgie romaine), regia di Louis Feuillade (1911)
- Cendrillon ou La Pantoufle merveilleuse, regia di Georges Méliès (1912)
- Quand les feuilles tombent, regia di Louis Feuillade (1912)
- Le Maléfice, regia di Louis Feuillade (1912)
- La Mort de Lucrèce, regia di Louis Feuillade (1913)
- Cadette, regia di Léon Poirier (1913)
- Severo Torelli, regia di Louis Feuillade (1914)
- Les Fiancés de 1914, regia di Louis Feuillade (1914)
- La Neuvaine, regia di Louis Feuillade (1914)
- Madame Fleur-de-Neige, regia di Gaston Ravel (1915)
- Autour d'une bague, regia di Gaston Ravel (1915)
- Le Roman de la midinette, regia di Louis Feuillade (1915)
- Les Vampires, regia di Louis Feuillade (1915)
- Les Vampires: Le Cryptogramme rouge, regia di Louis Feuillade (1915)
- Le Noël du poilu, regia di Louis Feuillade (1915)
- Le Prix du pardon, regia di Louis Feuillade (1916)
- Les Vampires: Le Spectre, regia di Louis Feuillade (1916)
- Les Vampires: L'Homme des poisons, regia di Louis Feuillade (1916)
- Les Vampires: Les Noces sanglantes, regia di Louis Feuillade (1916)
- Le Malheur qui passe, regia di Louis Feuillade (1916)
- Un mariage de raison, regia di Louis Feuillade e Léonce Perret (1916)
- Mères françaises, regia di René Hervil e Louis Mercanton (1917)
- Le Torrent, regia di René Hervil e Louis Mercanton (1917)
- La Maison d'argile, regia di Gaston Ravel (1918)
- L'Héritage, regia di Jacques de Baroncelli (1920)
- Mimi-Trottin, regia di Henri Andréani (1924)
- The Side Show of Life, regia di Herbert Brenon (1924)
- Notte nuziale (A Sainted Devil), regia di Joseph Henabery (1924)
- La Femme nue, regia di Léonce Perret (1926)
- La Danseuse Orchidée, regia di Léonce Perret (1928)
- La Marche nuptiale, regia di André Hugon (1929)
- Le Ruisseau, regia di René Hervil (1929)
- Dans l'ombre du harem, regia di André Liabel e Léon Mathot (1929)
- Ruines, regia di Edouard Ehling (1930)
- Le Défenseur, regia di Alexandre Ryder (1930)
- La Nuit est à nous, regia di Roger Lion (1930)
- Ça aussi!... c'est Paris, regia di Antoine Mourre (1930)
- Une femme a menti, regia di Charles de Rochefort (1930)
- L'Obsession, regia di Maurice Tourneur (1931)
- La scappatella (Der kleine Seitensprung), regia di Reinhold Schünzel (1931)
- Il pipistrello (La Chauve-Souris), regia di Pierre Billon e Carl Lamac (1932)
- Le Petit écart, regia di Reinhold Schünzel e Henri Chomette (1932)
- L'Homme mystérieux, regia di Maurice Tourneur (1933)
- Judex 34, regia di Maurice Champreux (1934)